# Рижкова Світлана Вікторівна
Світлана Вікторівна Рижкова (нар. 13 травня 1960) — радянська та українська футболістка, захисниця.

## Життєпис
Футболом розпочала займатися в дніпропетровському «Дніпрі». У 1990 році перейшла до «Командора» (Фрязіно, Московська область). Наступного року повернулас до України, виступала за запорізьку «Іскру». Згодом перейшла до «Легенди». У футболці чернігівського клубу дебютувала 18 квітня 1992 року в програному (1:4) виїзному поєдинку поєдинку 2-го туру Вищої ліги України проти київського «Олімпу». У квітні 1992 року провела 2 поєдинки за «Легенду». Потім виїхала до Росії, де підсилила «Калужанку». У 1993 році знову повернулася до України й стала гравчинею «Іскри». У футболці запорізького клубу дебютувала 18 квітня 1993 року в переможному (1:0) домашньому поєдинку 3-го туру Вищої ліги проти луганської «Зорі-Спартака». У сезоні 1993 року зіграла 14 матчів у чемпіонаті Україні та 3 поєдинки у кубку України. Після цього повернулася до «Калужанки», де й завершила футбольну кар'єру.

## Досягнення
- Вища ліга Росії
  -  Бронзовий призер (1): 1994